# Ambia locuples
Ambia locuples is een vlinder uit de familie van de grasmotten (Crambidae). De wetenschappelijke naam van de soort is voor het eerst gepubliceerd in 1889 door Arthur Gardiner Butler.
De spanwijdte bedraagt 14 millimeter.
De soort is ontdekt in Dharamsala (India).